# Бурлацьке (Криворізький район)
Бурла́цьке — село в Україні, Криворізькому районі Дніпропетровської області. Населення — 261 мешканець.

## Географія
Село Бурлацьке розташоване на відстані 4 км від правого берега річки Кам'янка, на відстані 4 км від села Веселе. Селом протікає річка Балка Вовча.

## Населення

### Мова
Розподіл населення за рідною мовою за даними перепису 2001 року:
| Мова            | Відсоток |
| --------------- | -------- |
| українська      | 83,1 %   |
| російська       | 13,0 %   |
| вірменська      | 3,4 %    |
| інші/не вказали | 0,5 %    |